# Westfield Warringah Mall
Westfield Warringah Mall (conosciuto precedentemente come Warringah Mall) è un grande centro commerciale sia al chiuso che all'aperto delle Spiagge settentrionali di Sydney, nel sobborgo di Brookvale, approssimativamente a 15 km dal centro di Sydney.
All'interno vi sono le attività commerciali di David Jones, Myer, Target, Big W, Woolworths, Coles, Rebel Sport, JB HiFi, Dick Smith Powerhouse e Hoyts Cinema e oltre 300 negozi specializzati.
Aprì nel 1963 con 53 negozi.